# Cryptops covertus
Cryptops covertus – gatunek parecznika z rzędu skolopendrokształtnych i rodziny Cryptopidae.
Gatunek ten opisany został po raz pierwszy w 1951 roku przez Ralpha V. Chamberlina. Jako miejsce typowe wskazano Dundo w angolskiej gminie Luachimo. Współcześnie klasyfikowany jest w podrodzaju nominatywnym rodzaju Cryptops. W jego obrębie zalicza się on do grupy gatunków C. hortensis, charakteryzującej się brakiem szwu poprzecznego przedniego na pierwszym tergicie przy jednoczesnym braku piłkowania na udzie ostatniej pary odnóży. Do grupy tej należą także C. basilewskyi, C. brignolii, C. daszaki, C. decoratus, C. hortensis, C. inermipes, C. lobatus, C. mauritianus, C. melanotypus, C. nigropictus, C. parisi, C. songi i C. stabilis.
Parecznik ten osiąga około 16 mm długości ciała. Ubarwienie ma jasnopomarańczowe, pozbawione ciemnej pigmentacji pod oskórkiem. Płytka grzbietowa głowy jest całkowicie pozbawiona szwów, choć ich ślady widoczne bywają przy jej krawędzi tylnej.  Płaty boczne wargi górnej pozbawione są wcięć, wskutek czego warga ta jest jednozębna. Szczękonóża mają niemal kuliste ujścia gruczołów jadowych. Coxosternum szczękonóży ma przedni brzeg niezbyt silnie rozdzielony na dwa płaty, z których każdy wyposażony jest w 5 lub 6 przysadzistych szczecin brzeżnych. Pierwszy segment tułowia nie ma szwu poprzecznego przedniego na tergicie. Szwy paramedialne występują na tergitach od trzeciego wzwyż, a półksiężycowate od czwartego wzwyż. Pory koksopleuralne występują w liczbie około 25, formując zaopatrzone w kilka małych szczecinek pole zajmujące niespełna ¾ koksopleury. Odnóża kroczne par od pierwszej do dziewiętnastej mają niepodzielone stopy. Odnóża kroczne par od pierwszej do dwudziestej mają na przedstopiach po dwie krótkie ostrogi dodatkowe. Ostatnia, zmodyfikowana para odnóży ma piłkę złożoną z 10 ząbków na goleni i piłkę złożoną z 3 ząbków na stopie. Jej przedudzie jest natomiast pozbawione, tak piłki, jak i gładkiego podłużnego rowka pośrodku spodniej strony, charakterystycznego dla C. hortensis.
Wij ten jest endemitem Angoli, znanym tylko z lokalizacji typowej.